# Кавказ (Алтайский край)
Кавказ — исчезнувший поселок в Змеиногорском районе Алтайского края, располагался на территории современного Октябрьского сельсовета. Точная дата упразднения не установлена.

## География
Располагался на реке Дальняя Шелчиха, в 5 км к юго-востоку от поселка Октябрьский.

## История
Основан в 1923 г. В 1928 г. состоял из 75 хозяйств, в поселке располагались школа и лавка общественного потребления. В составе Отрадовского сельсовета Рубцовского района Рубцовского округа Сибирского края. В 1931 г. состоял из 53 хозяйств, в составе того же сельсовета Рубцовского района.

## Население
По переписи 1926 г. в поселке проживало 418 человек (218 мужчин и 200 женщин), основное население — русские. В 1931 г в поселке проживало — 273 человека.